# Ескадрені міноносці типу «Надзаріо Сауро»
Ескадрені міноносці типу «Надзаріо Сауро» (італ. Classe Nazario Sauro) — серія ескадрених міноносців ВМС Італії 1920-х років

## Історія створення
Ескадрені міноносці типу «Надзаріо Сауро» були розроблені фірмою «Одеро» як розвиток попереднього типу «Квінтіно Селла». Кораблі будувались на верфях «Cantieri Odero» в Генуї і «Cantieri navali del Quarnaro» у Фіуме.

## Представники
| Корабель          | Виготовлювач                          | Закладено          | Спущено                | У строю              | Доля                                   |
| ----------------- | ------------------------------------- | ------------------ | ---------------------- | -------------------- | -------------------------------------- |
| «Чезаре Баттісті» | «Cantieri Odero», Генуя               | 9 лютого 1924 року | 11 грудня 1926 року    | 13 квітня 1927 року  | Затоплений екіпажем 3 квітня 1941 року |
| «Даніеле Манін»   | «Cantieri navali del Quarnaro», Фіуме | 9 жовтня 1924 року | 15 червня 1925 року    | 1 травня 1927 року   | Потоплений 3 квітня 1941 року          |
| «Франческо Нулло» | «Cantieri navali del Quarnaro», Фіуме | 9 жовтня 1924 року | 14 листопада 1925 року | 15 квітня 1927 року  | Потоплений 21 жовтня 1940 року         |
| «Надзаріо Сауро»  | «Cantieri Odero», Генуя               | 9 лютого 1924 року | 12 травня 1926 року    | 23 вересня 1926 року | Потоплений 3 квітня 1941 року          |

## Конструкція
Порівняно з попереднім типом, ескадрені міноносці типу «Надзаріо Сауро» мали більші розміри. Живучість енергетичної установки була підвищена шляхом розміщення кожного котла у своєму котельному відділенні.
Проте поздовжня міцність корпусу була недостатньою, і його довелось підсилювати.
Озброєння складалось з двох спарених установок з 120-ии гарматами «120/45» і двох тритрубних 533-мм торпедних апаратів.
Зенітне озброєння складалось з 2 x 40-мм гармат «пом-пом» і 2 x 13,2-мм кулеметів «Breda Mod. 31».
Крім того, есмінці могли нести 52 міни.